# Republic Plaza
Republic Plaza je mrakodrap v Denveru ve státě Colorado. S 56 patry a výškou 218 m je nejvyšší budovou ve státě. Byl navržen firmou Skidmore, Owings and Merrill a dokončen v roce 1984. Celková podlahová plocha budovy je necelých 115 000 m2 a většinu prostor zabírají kanceláře.